# Burkina Faso i olympiska sommarspelen 2020
Burkina Faso deltog med en trupp på sju idrottare vid de olympiska sommarspelen 2020 i Tokyo som hölls mellan den 23 juli och 8 augusti 2021 efter att ha blivit framflyttad ett år på grund av coronaviruspandemin. Det var 10:e sommar-OS som Burkina Faso deltog vid. 
Hugues Fabrice Zango tog landets första medalj genom tiderna, ett brons i herrarnas tresteg.

## Medaljer
| Medalj | Namn                 | Sport     | Gren              | Datum     |
| ------ | -------------------- | --------- | ----------------- | --------- |
| Brons  | Hugues Fabrice Zango | Friidrott | Herrarnas tresteg | 5 augusti |

## Cykling

### Landsväg
| Idrottare    | Gren                | Tid             | Placering       |
| ------------ | ------------------- | --------------- | --------------- |
| Paul Daumont | Herrarnas linjelopp | Fullföljde inte | Fullföljde inte |

## Friidrott
Förkortningar
- Notera– Placeringar avser endast det specifika heatet.
- Q = Tog sig vidare till nästa omgång
- q = Tog sig vidare till nästa omgång som den snabbaste förloraren eller, i teknikgrenarna, genom placering utan att nå kvalgränsen
- i.u. = Omgången fanns inte i grenen
- Bye = Idrottaren behövde inte tävla i omgången

Gång- och löpgrenar
| Idrottare    | Gren                | Heat     | Heat      | Semifinal        | Semifinal        | Final            | Final            |
| Idrottare    | Gren                | Resultat | Placering | Resultat         | Placering        | Resultat         | Placering        |
| ------------ | ------------------- | -------- | --------- | ---------------- | ---------------- | ---------------- | ---------------- |
| Marthe Koala | Damernas 100 m häck | 13,11    | 6         | Gick inte vidare | Gick inte vidare | Gick inte vidare | Gick inte vidare |

Teknikgrenar
| Idrottare            | Gren              | Kval    | Kval      | Final   | Final     |
| Idrottare            | Gren              | Distans | Placering | Distans | Placering |
| -------------------- | ----------------- | ------- | --------- | ------- | --------- |
| Hugues Fabrice Zango | Herrarnas tresteg | 16,83   | 12 q      | 17,47   | 3         |

Mångkamp – Damernas sjukamp
| Idrottare    | Gren     | 100H  | HH   | KS    | 200 m | LH  | SK  | 800 m | Totalt | Placering |
| ------------ | -------- | ----- | ---- | ----- | ----- | --- | --- | ----- | ------ | --------- |
| Marthe Koala | Resultat | 13,07 | 1,74 | 12,94 | DNS   | DNS | DNS | DNS   | DNF    | DNF       |
| Marthe Koala | Poäng    | 1114  | 903  | 697   | —     | —   | —   | —     | DNF    | DNF       |

## Judo
| Idrottare    | Gren                       | 32-delsfinal         | Sextondelsfinal      | Åttondelsfinal       | Kvartsfinal          | Semifinal            | Återkval             | Final / BM           | Final / BM       |
| Idrottare    | Gren                       | Motståndare Resultat | Motståndare Resultat | Motståndare Resultat | Motståndare Resultat | Motståndare Resultat | Motståndare Resultat | Motståndare Resultat | Placering        |
| ------------ | -------------------------- | -------------------- | -------------------- | -------------------- | -------------------- | -------------------- | -------------------- | -------------------- | ---------------- |
| Lucas Diallo | Herrarnas lättvikt (73 kg) | Bye                  | Bessi (MON) L 00–10  | Gick inte vidare     | Gick inte vidare     | Gick inte vidare     | Gick inte vidare     | Gick inte vidare     | Gick inte vidare |

## Simning
| Idrottare          | Gren                  | Heat  | Heat      | Semifinal        | Semifinal        | Final            | Final            |
| Idrottare          | Gren                  | Tid   | Placering | Tid              | Placering        | Tid              | Placering        |
| ------------------ | --------------------- | ----- | --------- | ---------------- | ---------------- | ---------------- | ---------------- |
| Adama Ouedraogo    | Herrarnas 50 m frisim | 25,22 | 54        | Gick inte vidare | Gick inte vidare | Gick inte vidare | Gick inte vidare |
| Angelika Ouedraogo | Damernas 50 m frisim  | 28,38 | 58        | Gick inte vidare | Gick inte vidare | Gick inte vidare | Gick inte vidare |

## Taekwondo
| Idrottare       | Gren                         | Åttondelsfinal         | Kvartsfinal          | Semifinal            | Återkval             | Final / BM           | Final / BM |
| Idrottare       | Gren                         | Motståndare Resultat   | Motståndare Resultat | Motståndare Resultat | Motståndare Resultat | Motståndare Resultat | Placering  |
| --------------- | ---------------------------- | ---------------------- | -------------------- | -------------------- | -------------------- | -------------------- | ---------- |
| Faysal Sawadogo | Herrarnas mellanvikt (80 kg) | Chramtsov (ROC) L 6–13 | Gick inte vidare     | Gick inte vidare     | Kanaet (CRO) L 10–30 | Gick inte vidare     | 7          |